# Edgar R. Rosen
Edgar Robert Rosen (* 18. Juni 1911 in Berlin; † 10. Dezember 1994 in Braunschweig) war ein amerikanischer Historiker und Politikwissenschaftler, der bis 1936 in Deutschland ansässig war und 1965 nach Deutschland wieder übersiedelte. Er war der erste Professor für Politikwissenschaft an der Technischen Universität Braunschweig.

## Leben
Edgar Rosen war das einzige Kind des Zahnarztes Jaky Rosen und dessen Ehefrau Margot, geborene Loewinberg, beide jüdischer Konfession, die in Berlin lebten, aber amerikanische Staatsbürger waren. Auch ihr Sohn erhielt die amerikanische Staatsbürgerschaft. Rosen bekam anfangs Privatunterricht und besuchte dann bis zum Abitur das zweisprachige Französische Gymnasium in Berlin. Ab 1929 studierte er an der Universität Berlin Rechts- und Staatswissenschaften sowie Geschichte. Bereits 1933 wurde Rosen zum Abschluss seines Studiums von der Universität Leipzig zum Dr. phil. promoviert. Thema seiner Dissertationsschrift war der italienische Faschismus.
1936 verließ Rosen Deutschland und übersiedelte in die USA, was für ihn als amerikanischen Staatsbürger ohne Visum möglich war. Seine Ehefrau Edith, geb. Mühsam, die er in Köln geheiratet hatte, brauchte jedoch eine Genehmigung und konnte nachreisen, nachdem Rosen Bürgschaften von amerikanischen Freunden beschafft hatte.
In den USA wurde Rosen als Journalist für The Christian Science Monitor tätig. 1948 bekam er die Möglichkeit zur Fortsetzung seiner wissenschaftlichen Tätigkeit an der University of Missouri at Kansas City, wo er anfangs als Assistenzprofessor und später, bis 1965, als ordentlicher Professor für History and Government wirkte.
Nach dem Zweiten Weltkrieg nahm Rosen wieder Kontakt zu deutschen Fachkollegen auf. 1954/55 vertrat er Ossip K. Flechtheim an der Deutschen Hochschule für Politik in Berlin, 1959/60 war er Gastprofessor am Otto-Suhr-Institut der FU Berlin, 1963 übernahm er eine Lehrstuhlvertretung für Theodor Eschenburg an der Universität Tübingen. 1965 kehrte er wieder ganz nach Deutschland zurück und übernahm den neu errichteten Lehrstuhl für Politikwissenschaft an der Technischen Hochschule Braunschweig, die 1968 in Technische Universität umbenannt wurde. 1976 wurde er emeritiert, sein Lehrstuhlnachfolger wurde Gilbert Ziebura. Seit 1975 war er ordentliches Mitglied der Braunschweigischen Wissenschaftlichen Gesellschaft.
Rosens wissenschaftliche Hauptinteressen galten der Geschichte und dem Regierungssystem Italiens. In seiner letzten, zweiteiligen, Untersuchung Königreich des Südens, fasste er die Ergebnisse seiner Italienforschungen zusammen. Einen geplanten dritten Band konnte er nicht mehr vorlegen. Für seine Forschungen wurde er mit dem Titel Cavalliere dell’Ordine al Merito della Repubblica Italiana geehrt.
Zudem beschäftigte sich Rosen publizistisch mit dem Werk Theodor Fontanes.

## Schriften (Auswahl)
Monographien
- Der Fascismus und seine Staatsidee. Ein Beitrag zur Geistesgeschichte des neuen Italien. C. Heymann, Berlin 1933, OCLC 40429937.
- Mete Fontane, Briefe an die Eltern. 1880–1882; wort- und buchstabengetreue Edition nach den Handschriften. Herausgegeben und erläutert von Edgar R. Rosen. 1974; 2. Auflage, Propyläen, Frankfurt am Main / Berlin / Wien 1975, ISBN 3-549-05336-3.
- Königreich des Südens. Teil 1, Goltze, Göttingen 1988, ISBN 3-88452-250-7.
- Königreich des Südens. Teil 2, Goltze, Göttingen 1990, ISBN 3-88452-256-6.
- Fontanesches. Döring, Braunschweig 1994, ISBN 3-925268-14-6.

Aufsätze
- Mussolini und Deutschland 1922–1923. In: Vierteljahrshefte für Zeitgeschichte. Jahrgang 5, 1957, Heft 1, S. 19–41, Online (PDF; 1,2 MB) abgerufen am 3. Januar 2016.
- Viktor Emanuel III. und die Innenpolitik des ersten Kabinetts Badoglio im Sommer 1943. In: Vierteljahrshefte für Zeitgeschichte. Jahrgang 12, 1964, Heft 1, S. 44–85, Online abgerufen am 21. November 2022.